# Доминион Британская Западная Флорида
Доминион британской Западной Флориды — сепаратистская микронация, основанная в 2005 году «на эксцентрической интерпретации реальных исторических событий» и базирующаяся на побережье Мексиканского залива Соединенных Штатов. Он претендует на территорию колонии 18-го века Западная Флорида, которая включает в себя землю, которую США в настоящее время делят между частями штатов Алабама, Луизиана, Миссисипи и Флорида.
Доминион утверждает, что «стремится получить статус доминиона в качестве государства Содружества наравне с Канадой, Новой Зеландией, Австралией, Антигуа и Барбуда, Сент-Китсом и Невисом и Багамскими Островами». Эта организация не признается никаким правительством и не осуществляет никакой власти над своей заявленной территорией, и ее деятельность в значительной степени ограничивается интернетом.

## История
Микронация была основана в ноябре 2005 года для того, чтобы «подтвердить права Великобритании» в регионе, человеком, идентифицированным на веб-сайте микронации только как «Роберт VII, герцог Флориды». Сайт утверждает, что герцог Роберт «унаследовал титул пэра доминиона» в 1969 году и «принял должность генерал-губернатора» в 1994 году. Микронизация выпустила марки Золушки и отчеканила несколько монет из недрагоценных металлов, произведенных Хорхе Видалем и выпущенных в номиналах, основанных на до-десятичных фунтах стерлингов.
Соединённые Штаты Америки получили Флориду от Испании в 1821 году в соответствии с договором Адамса-Ониса, но основатели микронации утверждают, что контроль над регионом фактически перешел к Соединенному Королевству в 1808 году, после отстранения от должности короля Испании Карла IV такая интерпретация исторических событий не поддерживается ни одним историком-мейнстримом.